# Marionina spartinae
Marionina spartinae is een ringworm uit de familie van de Enchytraeidae. De wetenschappelijke naam van de soort is voor het eerst geldig gepubliceerd in 1994 door Healy.